# Idecspatak
Idecspatak (románul: Idicel) falu Romániában, Maros megyében.

## Története
Marosvécs község része. A trianoni békeszerződésig Maros-Torda vármegye Régeni felső járásához tartozott.

## Népessége
2002-ben 479 lakosa volt, ebből 444 román és 35 cigány nemzetiségű.

## Vallások
A falu lakói közül 468-an ortodox, 4-en adventista hitűek.